# Aire urbaine d'Amiens
L'aire urbaine d'Amiens est une aire urbaine française centrée sur l'unité urbaine d'Amiens.

## Caractéristiques et composition en 1999
D'après la définition qu'en donne l'INSEE en 1999, l'aire urbaine d'Amiens est composée de 210 communes, situées dans la Somme. Ses 270 867 habitants font d'elle la 32e aire urbaine de France.
10 communes de l'aire urbaine sont des pôles urbains.
Le tableau suivant détaille la répartition de l'aire urbaine sur le département (les pourcentages s'entendent en proportion du département) :
| Département | Communes | Communes (%) | Superficie (km²) | Superficie (%) | Population (1999) | Population (%) |
| ----------- | -------- | ------------ | ---------------- | -------------- | ----------------- | -------------- |
| Somme       | 210      | 26,9         | 1 760,84         | 28,5           | 270 867           | 48,8           |